# Klotylda Maria z Saksonii-Coburga-Saalfeld
Maria Adelajda Amalia Klotylda Koburg-Koháry, niem. Marie Adelheid Amalie Clotilde von Sachsen-Coburg und Gotha-Koháry (ur. 8 lipca 1846 w Neuilly-sur-Seine, Francja, zm. 3 czerwca 1927 w Alcsút, Węgry) – niemiecka arystokratka, członkini katolickiej linii dynastii koburskiej, tytularna księżniczka Koháry, arcyksiężna Austrii jako żona Józefa Habsburga.

## Życiorys
Klotylda Maria była najstarszą córką księcia Augusta Koburga-Koháry’ego i Klementyny Orleańskiej, księżniczki Francji. Jej siostrą była Amalia, a bratem Ferdynand I – car Bułgarii. Wyszła za mąż za arcyksięcia Józefa Karola Ludwika Austriackiego, syna arcyksięcia Józefa Antoniego Habsburga, palatyna Węgier i księżniczki Marii Doroty Wirtemberskiej. Uroczystość ślubna odbyła się 12 maja 1864 w Koburgu, w Bawarii. Para miała siedmioro dzieci.

## Odznaczenia
Do 1917:
- Krzyż Wielki Orderu Elżbiety (Austro-Węgry)
- Order Krzyża Gwiaździstego (Austro-Węgry)
- Odznaka Honorowa Czerwonego Krzyża I Klasy z Dekoracją Wojenną (Austro-Węgry)
- Krzyż Zasługi za Ochotnicze Pielęgnowanie Chorych (Bawaria)
- Krzyż Damski Orderu Zasługi Cywilnej I Klasy z brylantami (Bułgaria)
- Order Świętej Elżbiety (Bawaria)
- Order Ernestyński (Saksonia)

## Dzieci
- Elżbieta Klementyna (1865–1866),
- Maria Dorota (1867–1932), żona Filipa Orleańskiego, księcia Orleanu,
- Małgorzata Klementyna (1870–1955), żona Alberta I, księcia Thurn and Taxis,
- Józef August (1872–1962), mąż Augusty Marii, księżniczki Bawarii,
- Władysław Filip (1875–1915),
- Elżbieta Henrietta (1883–1958)
- Klotylda Maria (1884–1903).

## Genealogia
| Prapradziadkowie                   | ks. Saksonii-Koburg-Saalfeld Ernest Fryderyk (1724–1800) ∞1749 Zofia z Brunszwiku-Wolfenbüttel (1724–1782) | hr. Reuss-Ebersdorf Henryk III (1724–1779) ∞1754 Karolina z Erbach-Schönberg (1727–1796)       | Ignác József Koháry (1726–1777) ∞ok. 1750–1760 Maria Gabriella Cavriani (1736–1803)   | Jiří Kristián Waldstein-Wartenberg (1743-1791) ∞1765 Elisabeth von Ulfeldt (1747–1791) | Ludwik Filip Orleański Gruby (1725–1785) ∞1743 Ludwika Henryka Burbon-Conti (1726–1759)   | Ludwik Jan Burbon (1725–1793) ∞1744 Maria Teresa d’Este (1726–1754)                       | kr. Hiszpanii, Neapolu i Sycylii Karol III (1716–1788) ∞1738 Maria Amelia Saska (1724–1760)     | ces. rzymsko-niemiecki Franciszek I (1708–1765) ∞1736 kr. Czech i Węgier, aks. Austrii Maria Teresa (1717-1780) |
| Pradziadkowie                      | ks. Saksonii-Koburga-Saalfeld Franciszek (1750–1806) ∞1777 Augusta Reuss-Ebersdorf (1757–1831)             | ks. Saksonii-Koburga-Saalfeld Franciszek (1750–1806) ∞1777 Augusta Reuss-Ebersdorf (1757–1831) | Ferenc József Koháry (1767–1826) ∞1792 Maria Antonia Waldstein-Wartenberg (1771–1854) | Ferenc József Koháry (1767–1826) ∞1792 Maria Antonia Waldstein-Wartenberg (1771–1854)  | Ludwik Filip Orleański Równy (1747-1743) ∞1769 Ludwika Maria Burbon (1753-1821)           | Ludwik Filip Orleański Równy (1747-1743) ∞1769 Ludwika Maria Burbon (1753-1821)           | kr. Obojga Sycylii Ferdynand I (1751-1825) ∞1768 Maria Karolina Habsburg-Lotaryńska (1752–1814) | kr. Obojga Sycylii Ferdynand I (1751-1825) ∞1768 Maria Karolina Habsburg-Lotaryńska (1752–1814)                 |
| Dziadkowie                         | Ferdynand Jerzy Koburg (1785–1851) ∞1815 Maria Antonina Koháry (1797–1862)                                 | Ferdynand Jerzy Koburg (1785–1851) ∞1815 Maria Antonina Koháry (1797–1862)                     | Ferdynand Jerzy Koburg (1785–1851) ∞1815 Maria Antonina Koháry (1797–1862)            | Ferdynand Jerzy Koburg (1785–1851) ∞1815 Maria Antonina Koháry (1797–1862)             | kr. Francuzów Ludwik Filip I (1773–1850) ∞1809 Maria Amelia Burbon-Sycylijska (1782–1866) | kr. Francuzów Ludwik Filip I (1773–1850) ∞1809 Maria Amelia Burbon-Sycylijska (1782–1866) | kr. Francuzów Ludwik Filip I (1773–1850) ∞1809 Maria Amelia Burbon-Sycylijska (1782–1866)       | kr. Francuzów Ludwik Filip I (1773–1850) ∞1809 Maria Amelia Burbon-Sycylijska (1782–1866)                       |
| Rodzice                            | August Wiktor Koburg-Koháry (1818–1881) ∞1843 Maria Klementyna Orleańska (1817–1907)                       | August Wiktor Koburg-Koháry (1818–1881) ∞1843 Maria Klementyna Orleańska (1817–1907)           | August Wiktor Koburg-Koháry (1818–1881) ∞1843 Maria Klementyna Orleańska (1817–1907)  | August Wiktor Koburg-Koháry (1818–1881) ∞1843 Maria Klementyna Orleańska (1817–1907)   | August Wiktor Koburg-Koháry (1818–1881) ∞1843 Maria Klementyna Orleańska (1817–1907)      | August Wiktor Koburg-Koháry (1818–1881) ∞1843 Maria Klementyna Orleańska (1817–1907)      | August Wiktor Koburg-Koháry (1818–1881) ∞1843 Maria Klementyna Orleańska (1817–1907)            | August Wiktor Koburg-Koháry (1818–1881) ∞1843 Maria Klementyna Orleańska (1817–1907)                            |
| Klotylda Koburg-Koháry (1846–1927) | |                                                                                                |                                                                                       |                                                                                        |                                                                                           |                                                                                           |                                                                                                 | |